# Litorhina pseudomaurus
Litorhina pseudomaurus är en tvåvingeart som först beskrevs av Francois 1966.  Litorhina pseudomaurus ingår i släktet Litorhina och familjen svävflugor.
Artens utbredningsområde är Eritrea. Inga underarter finns listade i Catalogue of Life.